# Catherine O'Hara
Catherine Anne O'Hara (Toronto, 4 de marzo de 1954) es una actriz, guionista y humorista canadiense-estadounidense  reconocida por su trabajo en la improvisación en comedia. Comenzó su carrera en la serie de comedia de SCTV Network (1976-1984), por el cual recibió el reconocimiento de la crítica. 
Reconocida mundialmente por sus papeles en las sagas de películas como Delia Deetz en Beetlejuice (1988) y su secuela Beetlejuice Beetlejuice (2024), o Kate McCallister en Home Alone (1990) y su secuela Home Alone 2: Lost in New York (1992). También es una reconicida actriz de doblaje, destacando su papel de Sally en The Nightmare Before Christmas (1993), Tina en Chicken Little (2005), Susan Frankenstein en  Frankenweenie (2012) o Pinktail en Robot salvaje (2024). 
En televisión, obtuvo de nuevo el reconocimiento gracias al papel de Moira Rose en Schitt's Creek (2015-2020). Otros papales destacables en Six Feet Under (2003–2005), la serie de Netflix, A Series of Unfortunate Events (2017–2018), la serie de comedia de Apple TV+, The Studio (2025), o el drama postapocalíptico de HBO, The Last of Us (2025). 
O'Hara ha recibido numerosos premios y reconocimientos a lo largo de su trayectoria profesional, como tres Premios Primetime Emmy, un Premio Globo de Oro, un Premios Gemini y un Premio del Sindicato de Actores, entre otros. O'Hara fue seleccionada para la edición inaugural de la revista Forbes: 50 Over 50 de 2021; integrado por emprendedores, líderes, científicos y creadores mayores de 50 años. En 2023, recibió el premio Icon de la Academia de Cine y Televisión Canadiense en la undécima edición de los Canadian Screen Awards.

## Biografía
O'Hara nació en 1954 y creció en la ciudad de Toronto, Ontario.  Además posee ascendencia irlandesa. O'Hara que tiene cinco hermanos mayores y un hermano más pequeño, fueron educados en el catolicismo.
O'Hara comenzó su carrera cómica en 1974 como miembro del elenco de The Second City en su ciudad natal, Toronto. Fue suplente de Gilda Radner hasta que Radner se fue a Saturday Night Live. Dos años más tarde, esta compañía de teatro creó el programa de comedia SCTV, en el que O'Hara se convirtió en una actriz recurrente.

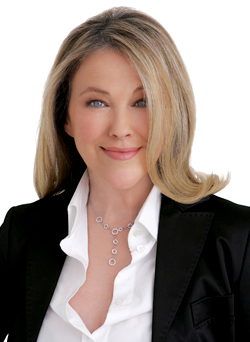
Catherine O'Hara en 2005.

A finales de la década de 1970, puso voz en off para varios dibujos animados, trabajo que continuaría a lo largo de su carrera. Durante un breve período a principios de la década de 1980, cuando SCTV estaba en negociaciones para su renovación, fue contratada para reemplazar a Ann Risley cuando Saturday Night Live estaba siendo reestructurado en 1981. Sin embargo, abandonó el proyecto, eligiendo volver a SCTV cuando la serie de televisión fue renovada por NBC.
Hizo su debut cinematográfico en la película de 1980, Double Negative. A lo largo de las décadas de 1980 y 1990, O'Hara apareció en muchos papeles secundarios, incluidos After Hours (1985) y Heartburn (1986) de Martin Scorsese, con Meryl Streep. Apareció en películas como Beetlejuice (1988) y A Series of Unfortunate Events (2004) de Lemony Snicket, así como en el éxito de taquilla Solo en casa (1990) y su secuela Solo en casa 2: Perdido en Nueva York (1992). También en 1992, O'Hara trabajó junto a Jeff Daniels en la comedia There Goes the Neighborhood.
De 2015 a 2020, O'Hara coprotagonizó a Moira Rose en la comedia de CBC Schitt's Creek, junto a Eugene Levy, con quien había trabajado previamente en televisión. Su actuación en Schitt's Creek le valió seis premios Canadian Screen Awards a la mejor actriz principal en una serie de comedia. Ella arrasó con los cinco principales premios de televisión para la sexta y última temporada, ganando el premio TCA al logro individual en una comedia, el premio Primetime Emmy a la mejor actriz principal en una serie de comedia, el premio Globo de Oro a la mejor actriz en serie de televisión musical o comedia, el premio de la Crítica Televisiva a la mejor actriz en una serie de comedia y el premio del Sindicato de Actores a la mejor interpretación de una actriz en una serie de comedia.
También apareció como la Dra. Georgina Orwell en la primera temporada de la serie dramática de comedia negra de Netflix, A Series of Unfortunate Events, que se estrenó en 2017. Dos de sus episodios fueron dirigidos por su esposo Bo Welch, quién también se desempeñó como diseñador de producción de la serie. Ella fue el único miembro del elenco de la adaptación cinematográfica de 2004 que también fue reelegido en la serie de televisión.

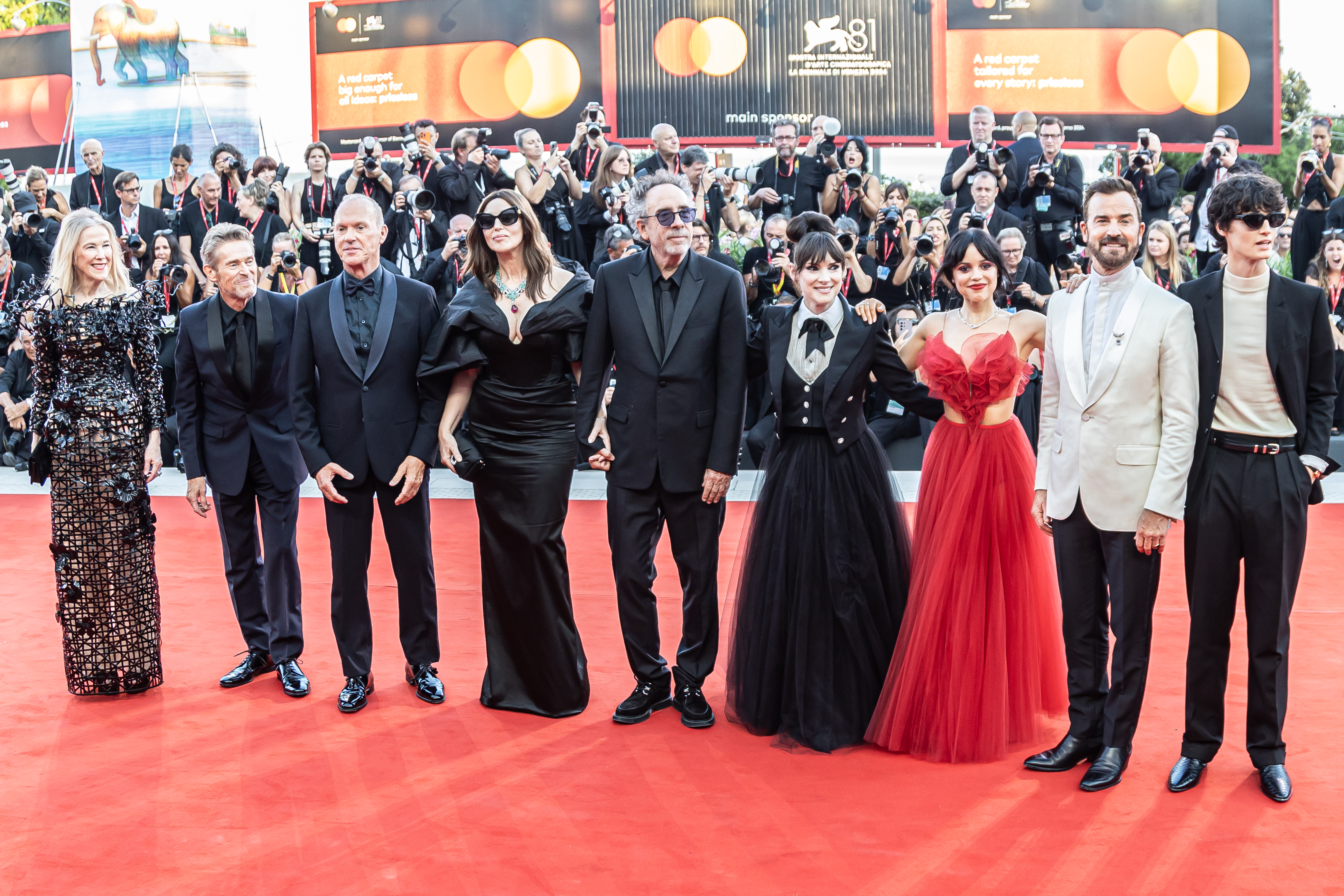
O'Hara y el resto de reparto de Beetlejuice, Beetlejuice en el 81º Festival Internacional de Cine de Venecia de 2024.

Aparece en la reposición de otra comedia canadiense The Kids in the Hall, en su segundo episodio como Charlene. O'Hara retoma su papel de Delia Deetz en la secuela de Beetlejuice Beetlejuice estrenada el 4 de septiembre de 2024.
O'Hara ha trabajado como actriz de doblaje en varias películas animadas, incluidas Pesadilla antes de Navidad (1993), Bartok el Magnífico (1999),  Chicken Little (2005), Over the Hedge (2006), Monster House (2006), Brother Bear 2 (2006), Frankenweenie (2012), La familia Addams (2019), Extinto (2021), Elemental (2023) y en The Wild Robot (2024).

## Vida personal
Se ha nacionalizado estadounidense y, en el año 1992, se casó con el diseñador de producción/director Bo Welch y tiene dos hijos, Matthew (nacido en 1994) y Luke (nacido en 1997). Hermana de la cantante-compositora Mary Margaret O'Hara, también es una cantante y compositora, habiendo escrito y actuado en las canciones de la película de 2003 A Mighty Wind. Tiene una afección conocida como Dextrocardia con situs inversus.

## Filmografía

### Cine
| Año  | Título                                                 | Personaje                                                  | Notas                                     |
| ---- | ------------------------------------------------------ | ---------------------------------------------------------- | ----------------------------------------- |
| 1980 | Nothing Personal                                       | Audrey                                                     |                                           |
| 1980 | Double Negative                                        | Judith                                                     |                                           |
| 1983 | Rock & Rule                                            | Tía Edith                                                  | Voz                                       |
| 1985 | After Hours                                            | Gail                                                       |                                           |
| 1986 | Heartburn                                              | Betty                                                      |                                           |
| 1988 | Beetlejuice                                            | Delia Deetz                                                |                                           |
| 1990 | Dick Tracy                                             | Texie García                                               |                                           |
| 1990 | Betsy's Wedding                                        | Gloria Henner                                              |                                           |
| 1990 | Home Alone                                             | Kate McCallister                                           |                                           |
| 1990 | Little Vegas                                           | Lexie                                                      |                                           |
| 1992 | There Goes the Neighborhood                            | Jessie Lodge                                               | Internacionalmente re-titulado: "Pavdirt" |
| 1992 | Home Alone 2: Lost in New York                         | Kate McCallister                                           |                                           |
| 1993 | The Nightmare Before Christmas                         | Sally / Shock                                              | Voz                                       |
| 1994 | Little Giants                                          | Madre del niño                                             |                                           |
| 1994 | The Paper                                              | Susan                                                      |                                           |
| 1994 | Wyatt Earp                                             | Allie Earp                                                 |                                           |
| 1994 | A Simple Twist of Fate                                 | April Simon                                                |                                           |
| 1995 | Tall Tale                                              | Calamity Jane                                              |                                           |
| 1996 | Waiting for Guffman                                    | Sheila Albertson                                           |                                           |
| 1996 | The Last of the High Kings                             | Cathleen                                                   |                                           |
| 1997 | Pippi Longstocking (Pippi Calzaslargas [Esp])          | Sra. Prysselius                                            | Voz                                       |
| 1998 | Home Fries                                             | Beatrice. Lever                                            |                                           |
| 1999 | The Life Before This                                   | Sheena                                                     |                                           |
| 1999 | Bartok the Magnificent (Bartok el Magnífico [Esp])     | Ludmilla                                                   | Voz. Directo-a-vídeo                      |
| 2000 | Edwurd Fudwupper Fibbed Big                            | voz                                                        |                                           |
| 2000 | Best in Show                                           | Cookie Guggelman Fleck                                     |                                           |
| 2001 | Speaking of Sex                                        | Connie Barker                                              |                                           |
| 2002 | Orange County                                          | Cindy Beugler                                              |                                           |
| 2003 | A Mighty Wind                                          | Mickey Crabbe                                              |                                           |
| 2004 | Surviving Christmas (Sobreviviendo a la Navidad [Esp]) | Christine Valco                                            |                                           |
| 2004 | Lemony Snicket's A Series of Unfortunate Events        | Justice Strauss                                            |                                           |
| 2005 | Game 6                                                 | Lillian Rogan                                              |                                           |
| 2005 | Chicken Little                                         | Tina                                                       | Voz                                       |
| 2006 | Over the Hedge (Vecinos invasores [Esp])               | Penny                                                      | Voz                                       |
| 2006 | Monster House                                          | Sra. Walters                                               | Voz                                       |
| 2006 | Brother Bear 2                                         | Kata                                                       | Voz. Directo-a-vídeo                      |
| 2006 | Penelope                                               | Jessica Wilhern                                            |                                           |
| 2006 | For Your Consideration                                 | Marilyn Hack                                               |                                           |
| 2006 | Barbie in the 12 Dancing Princesses                    | Rowena                                                     | Voz. Directo-a-vídeo                      |
| 2009 | Away We Go                                             | Gloria Farlander                                           |                                           |
| 2009 | Where the Wild Things Are                              | Judith                                                     | Voz                                       |
| 2010 | Killers                                                | Sra. Kornfeldt                                             |                                           |
| 2011 | A Monster in Paris                                     | Madame Carlotta                                            | Voz. Doblaje en inglés                    |
| 2012 | Frankenweenie                                          | Susan Frankenstein / Profesora de gimnasia / Muchacha rara | Voz                                       |
| 2013 | A.C.O.D.                                               | Melissa                                                    |                                           |
| 2013 | The Right Kind of Wrong                                | Tess                                                       |                                           |
| 2014 | El recuerdo de Marnie                                  | Marnie (vieja)                                             | Voz. Doblaje en inglés                    |
| 2019 | The Addams Family                                      | Abuela Frump                                               | Voz                                       |
| 2020 | Canada: Far and Wide                                   | Ella misma                                                 | Voz                                       |
| 2021 | Extinct                                                | Alma                                                       | Voz                                       |
| 2023 | Elemental                                              | Brook Ripple                                               | Voz                                       |
| 2023 | Pain Hustlers                                          | Jackie                                                     |                                           |
| 2024 | Argylle                                                | Margaret Vogler                                            |                                           |
| 2024 | Robot salvaje                                          | Pinktail                                                   | Voz                                       |
| 2024 | Beetlejuice Beetlejuice                                | Delia Deetz                                                |                                           |

### Televisión
| Año     | Título                                                   | Personaje               | Notas                                                                      |
| ------- | -------------------------------------------------------- | ----------------------- | -------------------------------------------------------------------------- |
| 1975    | Wayne and Shuster                                        | Varios                  | Episodio: "1975 Show #2"                                                   |
| 1975–77 | Coming Up Rosie                                          | Marna Wallbacker        | Episodios desconocidos                                                     |
| 1976    | The Rimshots                                             | Desconocida             | Remodelado como "Custard Pie" con un reparto diferente                     |
| 1976–84 | SCTV                                                     | Varios                  | Principal. (T 1 y 2) 50 Episodios                                          |
| 1976–84 | SCTV                                                     | Varios                  | Principal. (T 4 ) 27 Episodios (renombrado SCTV Network 90)                |
| 1976–84 | SCTV                                                     | Varios                  | Invitado. (T 5) 2 Episodios                                                |
| 1976–84 | SCTV                                                     | Varios                  | Invitado. (T 6) 5 Episodios (renombrado SCTV Channel)                      |
| 1976–84 | SCTV                                                     | Varios                  | También escritora (T 1, 2, 4 y 6)                                          |
| 1976–84 | SCTV                                                     | Varios                  | Sirvió como escritor para: "The Best of SCTV"                              |
| 1978    | Witch's Night Out                                        | Malicious               | Voz. CBC/NBC. Especial de Televisión                                       |
| 1979    | Please Don't Eat The Planet                              | Ma Spademinder          | Voz. Corto                                                                 |
| 1980    | Easter Fever                                             | Scarlett O'Hare         | Voz. CBC. Especial de Televisión                                           |
| 1980    | From Cleveland                                           | Varios                  | Piloto. También escritora                                                  |
| 1980    | You've Come a Long Way, Katie                            | Chris Dougherty         | Miniserie                                                                  |
| 1981    | The Steve Allen Comedy Hour                              | Varios                  | Episodio: "May 29, 1981"                                                   |
| 1984    | The New Show                                             | Varios                  | 3 Episodios                                                                |
| 1985    | George Burns Comedy Week                                 | Sally                   | Episodio: "The Dynamite Girl"                                              |
| 1985    | The Last Polka                                           | Lemon Twin              | HBO. Película de televisión                                                |
| 1986    | Dave Thomas: The Incredible Time Travels of Henry Osgood | Marie Antoinette        |                                                                            |
| 1987    | Really Weird Tales                                       | Theresa Sharpe          | Segmento: "I'll Die Loving". También escritora                             |
| 1987    | Trying Times                                             | Rebecca                 | Episodio: "Get a Job"                                                      |
| 1988    | The Completely Mental Misadventures of Ed Grimley        | Señorita Malone         | Voz. Personaje principal. 13 Episodios                                     |
| 1988    | Saturday Night Live                                      | Ella misma              | Episodio: "Matthew Broderick / The Sugarcubes"                             |
| 1989    | I, Martin Short, Goes Hollywood                          | Nancy Mae               | HBO. Especial de Televisión                                                |
| 1989    | Andrea Martin... Together Again                          | Varios                  | Especial de Televisión. También escritora para material especial           |
| 1990    | The Dave Thomas Comedy Show                              | Varios                  | Episodio: "#1.5"                                                           |
| 1990    | Dream On                                                 | Irma                    | Episodio: "555-HELL". Episodio dirigido: "And Your Little Dog, Too"        |
| 1991    | Morton & Hayes                                           | Amelia von Astor        | Episodio: "Daffy Dicks"                                                    |
| 1991    | Saturday Night Live                                      | Ella misma / Anfitriona | Episodio: "Catherine O'Hara / R.E.M."                                      |
| 1992    | The Larry Sanders Show                                   | Ella misma              | Episodio: "The Talk Show Episodio"                                         |
| 1992    | Saturday Night Live                                      | Ella misma / Anfitriona | Episodio: "Catherine O'Hara / 10,000 Maniacs"                              |
| 1993    | The Hidden Room                                          | Laurel Brody            | Episodio: "The First Battle"                                               |
| 1994    | Tales from the Crypt                                     | Geraldine Ferrett       | Episodio: "Let the Punishment Fit the Crime"                               |
| 1997    | Hope                                                     | Muriel Macswain         | TNT. Película de televisión                                                |
| 1997    | The Outer Limits                                         | Becka Paulson           | Episodio: "The Revelations of Becka Paulson". Episodio dirigido: "Glyphic" |
| 1998    | Whose Line Is It Anyway?                                 | Ella misma              | 3 Episodios                                                                |
| 1999    | Late Last Night                                          | La encogida             |                                                                            |
| 1999    | Oh Baby                                                  | Roberta Hunter          | Episodio: "Discrimination"                                                 |
| 2000    | MADtv                                                    | Mujer en cita a ciegas  | Episodio: "24"                                                             |
| 2001    | Committed                                                | Liz Larsen              | Personaje principal. 13 Episodios                                          |
| 2002    | Bram & Alice                                             | Sra. O'Connor           | Episodio: "Pilot"                                                          |
| 2003    | Odd Job Jack                                             | Claudia Johnson         | Episodio: "Broke & Broker"                                                 |
| 2003–05 | Six Feet Under                                           | Carol Ward              | 4 Episodios                                                                |
| 2004    | The Wool Cap                                             | Gloria                  | TNT. Película de televisión                                                |
| 2008    | Good Behavior                                            | Jackie West             | ABC. Piloto                                                                |
| 2009    | Curb Your Enthusiasm                                     | Bam Bam                 | Episodio: "Funkhouser's Crazy Sister"                                      |
| 2009–11 | Glenn Martin, DDS                                        | Jackie Martin           | Voz. Personaje principal. 39 Episodios                                     |
| 2010    | Temple Grandin                                           | Tía Ann                 | HBO. Película de televisión                                                |
| 2012    | Leslie                                                   | Leslie                  | 2 Episodios                                                                |
| 2012    | 30 Rock                                                  | Pearline                | Episodio: "Governor Dunston"                                               |
| 2013    | To My Future Assistant                                   | Magda                   | Piloto                                                                     |
| 2013    | The Greatest Event in Television History                 | Muriel Rush             | Episodio: "Too Close for Comfort"                                          |
| 2015    | What Lives Inside                                        | Sarah Delaney           | Miniserie. 4 Episodios                                                     |
| 2015–20 | Schitt's Creek                                           | Moira Rose              | Personaje principal. 80 Episodios                                          |
| 2015    | Modern Family                                            | Dra. Debra Radcliffe    | Episodio: "Clean Out Your Junk Drawer"                                     |
| 2016    | Sofia the First                                          | Morgana                 | Voz. Episodio: "Gone With the Wand"                                        |
| 2016    | Harvey Beaks                                             | Miley                   | Voz. Episodio: "The New Bugaboo/The Case of the Missing Pancake"           |
| 2016–18 | Skylanders Academy                                       | Kaossandra              | Voz. Personaje principal. 26 Episodios                                     |
| 2017–18 | A Series of Unfortunate Events                           | Dra. Georgina Orwell    | 3 Episodios                                                                |
| 2018    | The Magic School Bus Rides Again                         | Tía Tennelli            | Voz. Episodio: "Ralphie and the Flying Tennellis"                          |
| 2019–20 | The Last Kids on Earth                                   | Skaelka                 | Voz. 6 Episodios                                                           |
| 2020    | Who Wants to Be a Millionaire?                           | Ella misma              | 2 Episodios                                                                |
| 2025    | The Studio                                               | Patty Leigh             | 10 episodios                                                               |
| 2025    | The Last of Us                                           | Gail                    | Episodio: «Future Days»                                                    |

### Videos musicales
| Año  | Sencillo          | Artista(s)                               | Papel      | Ref.   |
| ---- | ----------------- | ---------------------------------------- | ---------- | ------ |
| 2024 | "Electric Energy" | Ariana DeBose, Boy George y Nile Rodgers | Ella misma | [ 25 ] |